# آخلیستینو (شهرستان کوشنارنکوفسکی، باشقیرستان)
آخلیستینو (انگلیسی: Akhlystino, Kushnarenkovsky District, Republic of Bashkortostan) یک شهرک در شهرستان کوشنارنکوفسکی جمهوری باشقیرستان در کشور روسیه است.